# Two Girls and a Sailor
 Two Girls and a Sailor és una pel·lícula musical estatunidenca de Richard Thorpe estrenada el 1944.

## Argument
Un mariner ajuda dues germanes a obrir un bar. Amb el temps s'enamorarà de Jean, una de les germanes, sense ser conscient que el seu germà Patsy també sent alguna cosa per la jove.

## Repartiment
- June Allyson: Patsy Deyo
- Gloria DeHaven: Jean Deyo
- Van Johnson: John Dyckman Brown III
- Tom Drake: Sergent Frank Miller
- Henry Stephenson: John Dyckman Brown I
- Henry O'Neill: John Dyckman Brown II
- Ben Blue: Ell mateix
- Carlos Ramirez: Ell mateix
- Albert Coates: Ell mateix
- Donald Meek: Mr. Nizby
- Amparo Iturbi: Ella mateixa
- José Iturbi: Ell mateix
- Jimmy Durante: Billy 'Junior' Kipp
- Gracia Allen: Ella mateixa
- Lena Horne: Ella mateixa
- Virginia O'Brien: Ella mateixa
- Harry James: Ell mateix
- Buster Keaton: El fill de Billy Kipp (escenes suprimides)
- Ava Gardner: no surt als crèdits
- Xavier Cugat i la seva Orquestra

## Nominacions
- Oscar al millor guió original per Richard Connell i Gladys Lehman

## Rebuda
Segons la MGM la pel·lícula va aconseguir 2.852.000 dòlars als Estats Units i Canadà i 1.724.000 a la resta del món, suposant uns 156.000 dòlars de benefici pels estudis.